# Казийски, Матей
Матей Илиянов Казийски (болг. Матей Илиянов Казийски; 23 сентября 1984, София) — болгарский волейболист, доигровщик.

## Биография
Матей Казийски родился в Софии в семье волейболистов. Его родители (отец был связующим, а мать — центральной блокирующей) в прошлом выступали за национальные сборные Болгарии. Отец Матея Илиян в 1981 году выиграл бронзовую медаль чемпионата Европы, а после завершения карьеры стал известен в качестве менеджера сборной Болгарии.
С 1995 года Казийски играл в молодёжной команде софийской «Славии», в 2000-м дебютировал в основном составе. В 2003 году защищал цвета молодёжной сборной Болгарии на чемпионате мира в Иране, где она показала лучший результат в истории, заняв 3-е место. Тем же летом Казийски провёл первые матчи за национальную сборную в розыгрыше Мировой лиги, а осенью отправился с командой на чемпионат Европы. В проходившем в Лейпциге стартовом матче европейского первенства со сборной России Казийски выходил на замену, набрал 4 очка, его команда уступила со счётом 1:3, однако позднее этот результат был аннулирован, а сам Матей получил дисквалификацию — как выяснилось, его фамилия не была внесена в первоначальную заявку болгарской сборной.
В 2005 году, после достижения 21-летия, что по регламенту Болгарской федерации волейбола является минимальным возрастом для перехода в зарубежный клуб, Казийски подписал контракт с московским «Динамо». В декабре 2005 года он был участником первого в истории российской Суперлиги Матча звёзд и победил в конкурсе на самый высокий прыжок (3,79 м). По итогам предварительного этапа чемпионата России занял 1-е место среди всех игроков по количеству эйсов, был самым результативным игроком «Динамо» в первых двух матчах финальной серии против «Локомотива-Белогорья», завершившейся общей победой московской команды.
2006 год оказался успешным для Матея и в национальной сборной, а по его итогам он был назван Европейской конфедерацией волейбола лучшим волейболистом Европы. На «Финале шести» Мировой лиги в Москве, где сборная Болгарии заняла 4-е место, Казийски завоевал приз лучшему нападающему турнира, а на чемпионате мира в Японии выиграл бронзу и был лучшим на подаче.
В своём втором сезоне в «Динамо» Матей Казийски стал первым в истории российских чемпионатов легионером, награждённым престижным Призом Андрея Кузнецова. Повторить прошлогодний успех с командой не удалось: в чемпионате сильнее были одноклубники из Казани. В составе сборной Болгарии в 2007 году Казийски выиграл бронзовую медаль Кубка мира, призовое место на Кубке мира гарантировало болгарской команде участие в волейбольном турнире Олимпийских игр-2008. В Пекине подопечные Мартина Стоева дошли до четвертьфинала, где уступили сборной России и выбыли из дальнейших соревнований; Казийски стал самым результативным игроком своей сборной (106 очков в 6 матчах). В сентябре 2009 года Казийски выиграл бронзовую медаль чемпионата Европы в Турции.
С осени 2007 года Матей Казийски играл в Италии за «Трентино», возглавляемый бывшим вторым тренером «Динамо» Радостином Стойчевым. За шесть сезонов, проведённых на Апеннинах, Казийски три раза становился победителем национального чемпионата и трижды побеждал в Лиги чемпионов. В апреле 2009 года Казийски был назван самым ценным игроком «Финала четырёх» главного еврокубка, проходившего в Праге: четвёртая партия финала против «Ираклиса», а с ней и весь финал завершились двумя его эйсами. 31 января 2010 года в решающем матче Кубка Италии, также победного для «Трентино», скорость полёта мяча на одной из подач болгарского волейболиста составила 132 км/ч.
В том же 2010 году Матей Казийски выиграл звание мужчины года в Болгарии, опередив по количеству голосов вице-премьера Цветана Цветанова и министра регионального развития и благоустройства Росена Плевнелиева.
В 2012 году после отстранения от занимаемой должности главного тренера сборной Болгарии Радостина Стойчева, конфликтовавшего с президентом Болгарской федерации волейбола Данчо Лазаровым, Матей Казийски заявил, что не намерен выступать за национальную команду, если Лазаров останется на своём посту, а Стойчев не вернётся к руководству командой. Казийски критически отозвался о новом кандидате на должность главного тренера сборной Болгарии Мартине Стоеве, назначение Найдена Найденова его также не устроило. На следующий день после завершении «Финала шести» Мировой лиги Найденов объявил, что Казийски не включён в заявку сборной Болгарии на Олимпийские игры в Лондоне.
1 июля 2013 года Матей Казийски объявил об переходе из «Трентино» в турецкий «Халкбанк», который незадолго до этого возглавил Радостин Стойчев. С клубом из Анкары он стал победителем всех национальных соревнований Турции — Суперкубка, Кубка и чемпионата и дошёл до финала Лиги чемпионов. В 2013 и 2014 годах по окончании сезонов в Европе подписывал краткосрочные соглашения с катарским клубом «Аль-Райан» и в мае 2014-го в его составе стал финалистом клубного чемпионата мира. Спустя два месяца Матей Казийски вслед за Радостином Стойчевым вернулся в «Трентино» и в сезоне-2014/15 завоевал четвёртое в своей карьере золото чемпионата Италии.
В августе 2015 года Матей Казийски перешёл из «Трентино» в японский «JTEKT Стингс» из Карии. Он также заявил, что не намерен возвращаться в национальную сборную из-за существующих по его мнению проблем в управлении волейболом в Болгарии, хотя ранее допускал возможность выступления на чемпионате Европы. Главный тренер болгарской команды Пламен Константинов заявил, что не будет предпринимать попытки вернуть Матея в сборную после того, как тот не явился на встречу с ним в заранее оговоренное время.
В Японии Казийски провёл в общей сложности 4 сезона и в 2020 году стал чемпионом V-лиги. Весной 2016 года возвращался в «Трентино» перед стартом плей-офф чемпионата Италии, в июле 2018 года подписал контракт с польским клубом «Сточня» (Щецин), однако спустя пять месяцев в связи с финансовым кризисом в «Сточне» перешёл в итальянскую «Верону», где впоследствии провёл также остаток сезона-2019/20 и весь сезон-2020/21. В октябре 2021 года, в очередной раз оказавшись в рядах «Трентино» и став капитаном этой команды, Казийски выиграл Суперкубок Италии и звание самого ценного игрока турнира. В продолжение сезона его команда заняла третье место на клубном чемпионате мира и в чемпионате Италии и стала второй в Кубке Италии и Лиге чемпионов. В сезоне-2022/23 Казийски в пятый раз выиграл скудетто, став самым результативным игроком итальянской Суперлиги и MVP финальной серии. «Трентино» вывел из обращения первый номер, под которым за команду выступал Казийски.

## Достижения

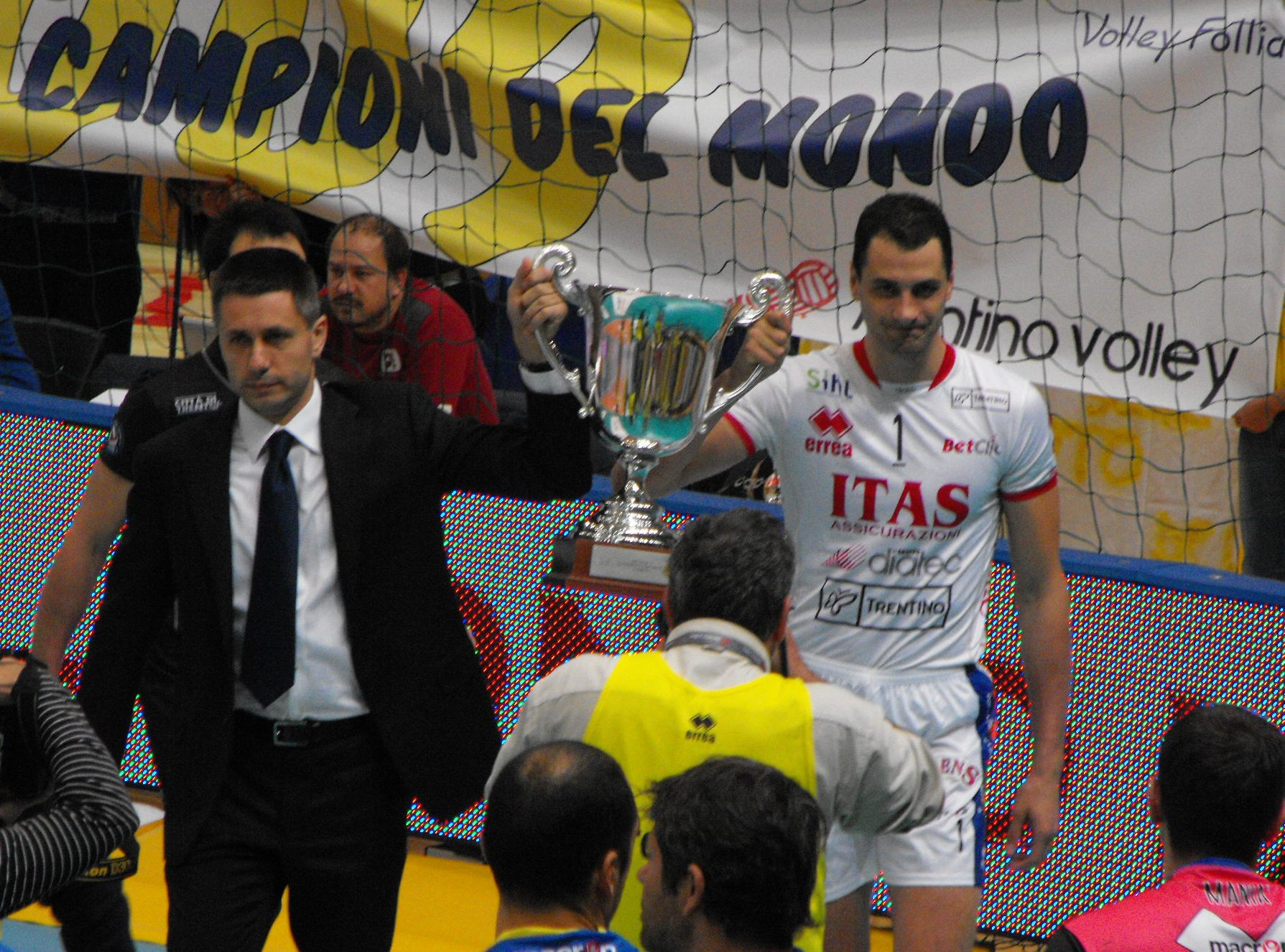
Радостин Стойчев и Матей Казийски с Кубком клубного чемпионата мира 2009 года

### Со сборными Болгарии
- Бронзовый призёр молодёжного чемпионата мира (2003).
- Бронзовый призёр чемпионата мира (2006).
- Бронзовый призёр Кубка мира (2007).
- Бронзовый призёр чемпионата Европы (2009).

### В клубной карьере
- Обладатель Кубка Болгарии (2005).
- Чемпион России (2005/06), серебряный призёр (2006/07).
- Обладатель Кубка России (2006).
- Чемпион Италии (2007/08, 2010/11, 2012/13, 2014/15, 2022/23), серебряный призёр (2008/09, 2009/10, 2011/12).
- Обладатель Кубка Италии (2009/10, 2011/12, 2012/13), финалист Кубка Италии (2010/11, 2014/15, 2021/22, 2022/23).
- Обладатель Суперкубка Италии (2011, 2021).
- Чемпион Турции (2013/14).
- Обладатель Кубка Турции (2013/14).
- Обладатель Суперкубка Турции (2013).
- Чемпион Японии (2019/20), бронзовый призёр чемпионата Японии (2016/17).
- Победитель Лиги чемпионов (2008/09, 2009/10, 2010/11), финалист (2013/14, 2021/22) и бронзовый призёр (2006/07, 2011/12) Лиги чемпионов.
- Финалист Кубка Европейской конфедерации волейбола (2014/15).
- Победитель клубного чемпионата мира (2009, 2010, 2011, 2012), серебряный (2014, 2022) и бронзовый (2021) призёр клубного чемпионата мира.

### Личные
- Лучший нападающий молодёжного чемпионата мира (2003).
- Лучший подающий «Финала четырёх» Мировой лиги (2004).
- Лучший нападающий «Финала шести» Мировой лиги (2006).
- Лучший подающий чемпионата мира (2006).
- Лучший волейболист Европы (2006).
- MVP «Финала четырёх» Кубка России (2006).
- Лучший подающий Лиги чемпионов (2006/07).
- Приз Андрея Кузнецова (2006/07).
- MVP «Финала четырёх» Лиги чемпионов (2008/09).
- MVP и лучший нападающий клубного чемпионата мира (2009).
- Лучший подающий клубного чемпионата мира (2011).
- Лучший нападающий «Финала четырёх» Лиги чемпионов (2010/11).
- Лучший принимающий «Финала четырёх» Лиги чемпионов (2013/14).
- Вошёл в символическую сборную клубного чемпионата мира (2014, 2022).
- MVP Суперкубка Италии (2021).
- MVP чемпионата Италии (2023).